# Indium (111In) capromab pendetide
Indium (111 In) capromab Pendetide (tên thương mại Prostascint) được sử dụng để hình ảnh mức độ của ung thư tuyến tiền liệt. Capromab là một kháng thể đơn dòng chuột nhận ra một loại protein được tìm thấy trên cả tế bào ung thư tuyến tiền liệt và mô tuyến tiền liệt bình thường. Nó được liên kết với Pendetide, một dẫn xuất của DTPA. Pendetide hoạt động như một tác nhân chelating cho hạt nhân phóng xạ indium-111. Sau khi tiêm Prostascint tiêm tĩnh mạch, hình ảnh được thực hiện bằng chụp cắt lớp vi tính phát xạ đơn (SPECT).
Các thử nghiệm đầu tiên với ytri (90 Y) capromab Pendetide cũng được tiến hành.